# Heckeldora jongkindii
Heckeldora jongkindii är en tvåhjärtbladig växtart som beskrevs av J.J.de Wilde. Heckeldora jongkindii ingår i släktet Heckeldora och familjen Meliaceae. Inga underarter finns listade i Catalogue of Life.